# Holland (Vermont)
Holland ist eine Town im Orleans County des Bundesstaates Vermont in den Vereinigten Staaten mit 632 Einwohnern (laut Volkszählung von 2020).

## Geografie

### Geografische Lage
Holland liegt im Nordosten des Orleans Countys an der Grenze zu Kanada. Auf dem Gebiet der Town befinden sich mehrere Seen. Der größte ist der im Nordosten gelegene Holland Pond. Nördlich und nordöstlich von diesem liegen der Beaver Pond und der Turtle Pond. Es gibt mehrere kleine Bäche auf dem Gebiet der Town. Die Oberfläche der Town ist hügelig, die höchste Erhebung ist der zentral gelegene 711 m hohe Mount John.

### Nachbargemeinden
Alle Entfernungen sind als Luftlinien zwischen den offiziellen Koordinaten der Orte aus der Volkszählung 2010 angegeben.
- Osten: Norton, 20,2 km
- Süden: Morgan, 9,0 km
- Westen: Derby, 16,8 km
- Norden: Stanstead, Québec, 12,8 km

### Stadtgliederung
Die Town Holland gliedert sich in drei unincorporated villages:
- Holland Center
- Holland Pond
- Tice Hollow

### Klima
Die mittlere Durchschnittstemperatur in Holland liegt zwischen −11,7 °C (11 °Fahrenheit) im Januar und 18,3 °C (65 °Fahrenheit) im Juli. Damit ist der Ort gegenüber dem langjährigen Mittel der USA um etwa 9 Grad kühler. Die Schneefälle zwischen Mitte Oktober und Mitte Mai liegen mit mehr als zwei Metern etwa doppelt so hoch wie die mittlere Schneehöhe in den USA. Die tägliche Sonnenscheindauer liegt am unteren Rand des Wertespektrums der USA, zwischen September und Mitte Dezember sogar deutlich darunter.

## Geschichte
Den Grant bekamen am 8. März 1787 Timothy Andrews und weitere Siedler. Die Town wurde am 26. Oktober 1789 gegründet. Die erste Versammlung der Besitzer des Grants fand am 8. Juni 1795 in Greensboro statt. Die ersten Siedler erreichten im Jahr 1800 Holland. Es waren Edmund Elliot und Joseph Cowal. Die konstituierende Sitzung der Town fand am 14. März 1805 statt.

### Einwohnerentwicklung
| Volkszählungsergebnisse – Town of Holland, Vermont | Volkszählungsergebnisse – Town of Holland, Vermont | Volkszählungsergebnisse – Town of Holland, Vermont | Volkszählungsergebnisse – Town of Holland, Vermont | Volkszählungsergebnisse – Town of Holland, Vermont | Volkszählungsergebnisse – Town of Holland, Vermont | Volkszählungsergebnisse – Town of Holland, Vermont | Volkszählungsergebnisse – Town of Holland, Vermont | Volkszählungsergebnisse – Town of Holland, Vermont | Volkszählungsergebnisse – Town of Holland, Vermont | Volkszählungsergebnisse – Town of Holland, Vermont |
| Jahr                                               | 1800                                               | 1810                                               | 1820                                               | 1830                                               | 1840                                               | 1850                                               | 1860                                               | 1870                                               | 1880                                               | 1890                                               |
| -------------------------------------------------- | -------------------------------------------------- | -------------------------------------------------- | -------------------------------------------------- | -------------------------------------------------- | -------------------------------------------------- | -------------------------------------------------- | -------------------------------------------------- | -------------------------------------------------- | -------------------------------------------------- | -------------------------------------------------- |
| Einwohner                                          |                                                    | 128                                                | 100                                                | 422                                                | 605                                                | 669                                                | 748                                                | 881                                                | 913                                                | 878                                                |
| Jahr                                               | 1900                                               | 1910                                               | 1920                                               | 1930                                               | 1940                                               | 1950                                               | 1960                                               | 1970                                               | 1980                                               | 1990                                               |
| Einwohner                                          | 838                                                | 722                                                | 714                                                | 580                                                | 533                                                | 406                                                | 376                                                | 383                                                | 473                                                | 423                                                |
| Jahr                                               | 2000                                               | 2010                                               | 2020                                               | 2030                                               | 2040                                               | 2050                                               | 2060                                               | 2070                                               | 2080                                               | 2090                                               |
| Einwohner                                          | 588                                                | 629                                                | 632                                                |                                                    |                                                    |                                                    |                                                    |                                                    |                                                    |                                                    |

## Wirtschaft und Infrastruktur

### Verkehr
Holland wird durch einige Straßen der Town durchzogen. Größere Straßen oder einen Bahnanschluss gibt es nicht, einzig die Vermont State Route 111 streift im südwestlichen Eck das Gebiet der Town.

### Öffentliche Einrichtungen
In Holland gibt es kein eigenes Krankenhaus. Das nächstgelegene Krankenhaus ist das North Country Hospital & Health Care in Newport City.

### Bildung
Holland gehört zur North Country Supervisory Union. In Holland befindet sich die Holland Elementary School, mit Klassen bis zum sechsten Schuljahr.
In Holland gibt es keine eigene Bibliothek. Die Haskell Free Library and Opera House in Derby ist die nächstgelegene Bibliothek für die Bewohner von Holland.

## Persönlichkeiten

### Söhne und Töchter der Stadt
- Horace Tabor (1830–1899), Politiker, vom 27. Januar bis zum 3. März 1883 saß er für den Bundesstaat Colorado im US-Senat